# Plastotephritis campiglossoides
Plastotephritis campiglossoides är en tvåvingeart som beskrevs av Frey 1932. Plastotephritis campiglossoides ingår i släktet Plastotephritis och familjen bredmunsflugor. Inga underarter finns listade i Catalogue of Life.